# The Loss of Sexual Innocence
The Loss of Sexual Innocence (titulado Adiós a la inocencia sexual en España, Instintos ocultos en Argentina y La pérdida de la inocencia sexual en Colombia) es una película dramática estadounidense de 1999 escrita y dirigida por Mike Figgis.
El film está protagonizado por la actriz Saffron Burrows, con quien Figgis mantuvo una relación años atrás.

## Argumento
La historia se centra en el desarrollo sexual de un cineasta a lo largo de su vida en tres fases mediante una narrativa no lineal.

## Reparto
- Julian Sands es Nic.
  - Jonathan Rhys Meyers es Nic (16 años).
  - John Cowey es Nic (5 años).
- Saffron Burrows es Gemela angloitaliana.
- Stefano Dionisi es Luca.
- Kelly Macdonald es Susan.
- Gina McKee es Madre de Susan.
- Bernard Hill es Padre de Susan.
- Rossy de Palma  es Mujer ciega.
- Nina McKay es Chica mestiza.
- Dickson Osa-Omorogbe es Wangi.
- Jock Gibson Cowl es Anciano de la colonia.
- Justin Chadwick es Flash Man.
- Femi Ogunbanjo es Adam.
- Hanne Klintoe es Eve.
- Julie Tait es Extra del funeral.